# Mesaspis viridiflava
Espèce
Synonymes
- Gerrhonotus viridiflavus Bocourt, 1873
- Gerrhonotus bocourti Peters, 1876
- Gerrhonotus obscurus Günther, 1885

Statut de conservation UICN

 LC  : Préoccupation mineure
Mesaspis viridiflava est une espèce de sauriens de la famille des Anguidae.

## Répartition
Cette espèce est endémique d'Oaxaca au Mexique. Elle se rencontre entre 2 500 et 3 000 m d'altitude.

## Publication originale
- Bocourt, 1873 : Notes erpetologiques. Annales des Sciences Naturelles, Paris, sér. 5, vol. 17, no 2, p. 36 (texte intégral).